# Echt hermafroditisme
Echt hermafroditisme of ovotesticulaire DSD (waarbij DSD staat voor disorder of sex development) is een intersekseaandoening waarbij er gonaden met zowel eierstok- en teelbalweefsel (ovotestes) aanwezig zijn in een persoon of waarbij iemand één teelbal en één eierstok heeft. In de meeste gevallen heeft de patiënt een vrouwelijk (46,XX) of een mozaïekkaryotype. Hoewel de term hermafroditisme vaak in de taboesfeer ligt is er voor echt hermafroditisme nog geen goed Nederlandstalig alternatief. De aandoening wordt beschouwd als zeer zeldzaam.

## Presentatie
Niet alle echte hermafrodieten hebben tweeslachtige genitaliën. Sommige personen met deze aandoening hebben normale mannelijke of vrouwelijke externe geslachtsorganen. De vagina en/of baarmoeder blijkt soms wel afwijkend. Bij een penis is er vaak sprake van hypospadie. Borstontwikkeling en menstruatie treden vaak wel op tijdens de puberteit. Sperma-aanmaak en ovulaties zijn mogelijk, maar dit garandeert geen vruchtbaarheid bij echte hermafrodieten. Ovotesticulaire DSD kan gepaard gaan met liesbreuken en niet (volledig) ingedaalde gonaden. Tumoren aan de gonaden met zowel eierstok en teelbalweefsel zijn zeldzaam.

## Diagnose
De aandoening wordt zelden voor de puberteit ontdekt. Sommigen worden opgevoed als man, waarna ze later borsten krijgen en menstrueren. In dat soort gevallen wordt de diagnose vaak wel correct gesteld. Bij tweeslachtige genitaliën moeten levensbedreigende aandoeningen, zoals het zoutverliezende type van adrenogenitaal syndroom (CAH), uitgesloten worden.